# Thraulodes pacaya
Thraulodes pacaya is een haft uit de familie Leptophlebiidae. De wetenschappelijke naam van de soort is voor het eerst geldig gepubliceerd in 2004 door McCafferty, Baumgardner & Guenther.
De soort komt voor in het Neotropisch gebied.